# Gouvernement Olivas
 Communauté valencienne
Zaplana II Camps I
Le gouvernement Olivas est le gouvernement de la Communauté valencienne entre le 25 juillet 2002 et le 21 juin 2003, durant la Ve législature du Parlement valencien. Il est présidé par José Luis Olivas.

## Historique
Le 25 juillet 2002, le premier vice-président du conseil José Luis Olivas est investi président de la Généralité par le Parlement. Il succède ainsi à Zaplana, nommé quinze jours plus tôt ministre du Travail et des Affaires sociales du gouvernement espagnol.
Lors des élections régionales du 25 mai 2003, le PPCV confirme sa majorité absolue. Le parti ayant choisi comme chef de file l'ancien délégué du gouvernement Paco Camps, celui-ci peut constituer son premier gouvernement.

## Composition
| Fonction                                                        | Titulaire | Titulaire               | Parti |
| --------------------------------------------------------------- | --------- | ----------------------- | ----- |
| Président de la Généralité                                      |           | José Luis Olivas        | PPCV  |
| Vice-président                                                  |           | José Joaquín Ripoll     | PPCV  |
| Conseiller à l'Économie, aux Finances et à l'Emploi             |           | Vicent Rambla           | PPCV  |
| Conseiller aux Travaux publics, à l'Urbanisme et aux Transports |           | José Ramón García Antón | PPCV  |
| Conseiller à la Culture et à l'Éducation                        |           | Manuel Tarancón         | PPCV  |
| Conseiller à la Santé                                           |           | Serafín Castellano      | PPCV  |
| Conseiller à l'Industrie, au Commerce et à l'Énergie            |           | Fernando Castelló       | PPCV  |
| Conseiller à l'Agriculture, à la Pêche et à l'Alimentation      |           | Àngels Ramón-Llin       | PPCV  |
| Conseiller à l'Environnement                                    |           | Fernando Modrego        | PPCV  |
| Conseiller à la Justice et à l'Administration publique          |           | Carlos González Cepeda  | PPCV  |
| Conseiller au Bien-être social                                  |           | Rafael Blasco           | PPCV  |
| Porte-parole du conseil                                         |           | Alicia de Miguel García | PPCV  |